# Jesús Franco
Jesús Franco Manera, artísticamente Jesús Franco o Jess Franco (Málaga, 12 de mayo de 1930-Málaga, 2 de abril de 2013), fue un director de cine, actor, productor, guionista, compositor, montador y director de fotografía español. Con más de 200 películas acreditadas está considerado el director español más prolífico de todos los tiempos y uno de los más prolíficos del exploitation europeo. Junto a Paul Naschy, Narciso Ibáñez Serrador o Amando de Ossorio figura entre los nombres más importantes del cine de fantaterror ibérico especialmente por su creación del personaje del Doctor Orloff.
En su estilo como director abundan las secuencias lésbicas, eróticas o pornográficas en películas de cine fantástico, ciencia ficción y terror pero solo una vez spaghetti western: El Llanero (1963). Su labor como director de películas de temática vampírica, con títulos como El conde Drácula (1970), Las Vampiras (1971), Killer Barbys (1996) o Killer Barbys vs. Dracula (2002) le granjearon gran popularidad.
Una de las leyendas que circulaban sobre su método de trabajo es que rodaba escenas para dos películas al mismo tiempo sin que los actores lo supieran, pero lo desmintió tajantemente.
Franco trabajó en países como Francia, Alemania, Suiza, Portugal, Italia o Estados Unidos realizando coproducciones o rodando para los productores que lo contrataban. Para adaptarse a los gustos locales sus películas incluían escenas sexuales, de diversa índole, en función de estas preferencias regionales. También firmaba sus trabajos con pseudónimos para no saturar el mercado con su producción. A lo largo de su trayectoria obtuvo varios premios incluyendo los Máquina del Tiempo (2007) y Goya de Honor (2009).

## Biografía

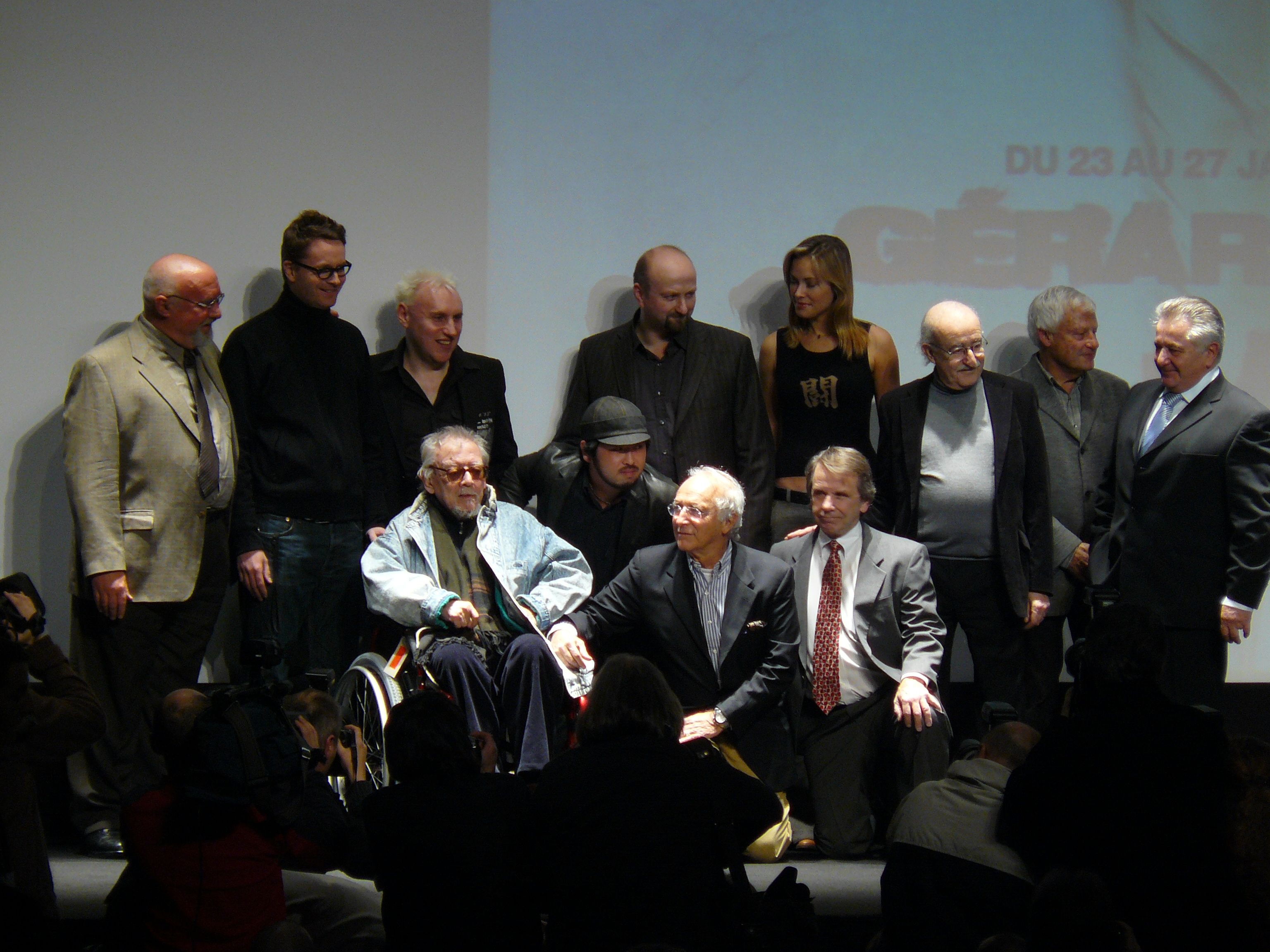
Jesús Franco (en silla de ruedas) en el homenaje que le brindaron en 2008 el Festival de cine fantástico de Gérardmer (Francia)

Nacido en el seno de una familia acomodada de Málaga, Jesús Franco fue hermano del crítico musical Enrique Franco, cuñado del filósofo Julián Marías, por parte de su hermana Dolores Franco Manera, tío del escritor Javier Marías, del economista y crítico de cine Miguel Marías, del historiador del arte Fernando Marías Franco y del también director de cine Ricardo Franco.
Lina Romay, quien fuera su pareja sentimental y con quien se casó el 23 de abril de 2008, se convirtió en su principal musa desde comienzos de la década de 1970 hasta el fallecimiento de esta en 2012. Jesús Franco falleció el 2 de abril de 2013 en Málaga a causa de un accidente cerebrovascular isquémico.

“En nuestra relación, tanto Lina como yo hemos tenido libertad de hacer el amor con otras personas, y fíjate, seguimos juntos, no nos ha pasado nada.“
Jesús Franco, sobre su relación con Lina Romay (2012) 

Interesado por la música desde pequeño ingresó, tras la guerra civil española, en el conservatorio de Madrid donde estudió piano. Acabó sus estudios en el Instituto Ramiro de Maeztu de Madrid y se licenció en Derecho. Tras esta etapa ingresó en el Instituto de Investigaciones y Experiencias Cinematográficas (IIEC), donde permaneció dos años, mientras escribía novelas policíacas bajo el seudónimo de David Khunne. También compaginó sus trabajos como director y actor de teatro durante esta época, además de dedicarse a tocar jazz en clubes de Madrid y Barcelona y, más tarde, en Francia y Bélgica.

## Trayectoria profesional

### Formación y primeros trabajos
Tras una estancia en París (Francia), donde estudió técnicas de dirección y acudía con regularidad a ver películas en la filmoteca de la universidad, volvió a España donde empezó su carrera como compositor para cine y como asistente de dirección. Trabajó a las órdenes de directores como Juan Antonio Bardem, León Klimovsky, Luis Saslavsky, Julio Bracho, Fernando Soler, Joaquín Luis Romero Marchent o Luis García Berlanga. También estuvo contratado, como escritor y representante, para Ágata Films S.A.
Sus primeros trabajos como director dieron como fruto películas culturales, normalmente documentales de corta duración, de temática histórica española. Pronto aplicó su experiencia y conocimientos en la realización de su primer largometraje, la comedia Tenemos 18 años (1959) protagonizada por Antonio Ozores y Terele Pávez.

"Yo ya sé que yo soy un marginal, un outsider, un director que hace unas películas raras que nadie ve pero que todo el mundo juzga."
Jesús Franco, sobre su estética cinematográfica (Versión española, 22 de mayo de 2013) 

### Años 1960 y primeros años 1970: Consolidación
Tras este debut dirigió películas de escasa trascendencia como Vampiresas 1930 (1962). El mismo año alcanza cierto éxito con la película de terror, género poco abordado en el cine español de la época, Gritos en la noche (1962). En este film aparece por primera vez el icónico Doctor Orloff, encarnado por Howard Vernon, un científico loco que sería recurrente en películas de Franco hasta la década de los años 2010. Otras películas destacadas de esta primera época son La muerte silba un blues (1964), La mano de un hombre muerto (1962) y Rififí en la ciudad (1963).

"Yo he tenido la suerte de hablar idiomas, hablaba francés y hablaba inglés. Y entonces me iba y ligaba a un productor alemán y podía hacer en Alemania unas películas. Y cuando eso empezaba a bajar me iba a Francia, a París, que es el sitio donde más he vivido".
Jesús Franco, sobre rodar cine en el exterior (Versión española, 22 de mayo de 2013) 

Aclamado por los aficionados del género de terror pronto se convirtió en un enemigo de la dictadura de Francisco Franco y tuvo múltiples problemas con la censura cinematográfica. Sin embargo las buenas críticas recibidas por sus trabajos de esta primera época no se materializaron en ayuda económica para que pudiera continuar. Se exilió y continuó trabajando en el extranjero.

«A vosotros [el terror] os parece una gilipollez y os meáis de risa cuando se os habla de castillos misteriosos y gatos negros. Y ahí sí que no os metéis con nada mientras no se vea ni una teta.»
Jesús Franco a la Junta de Censura 

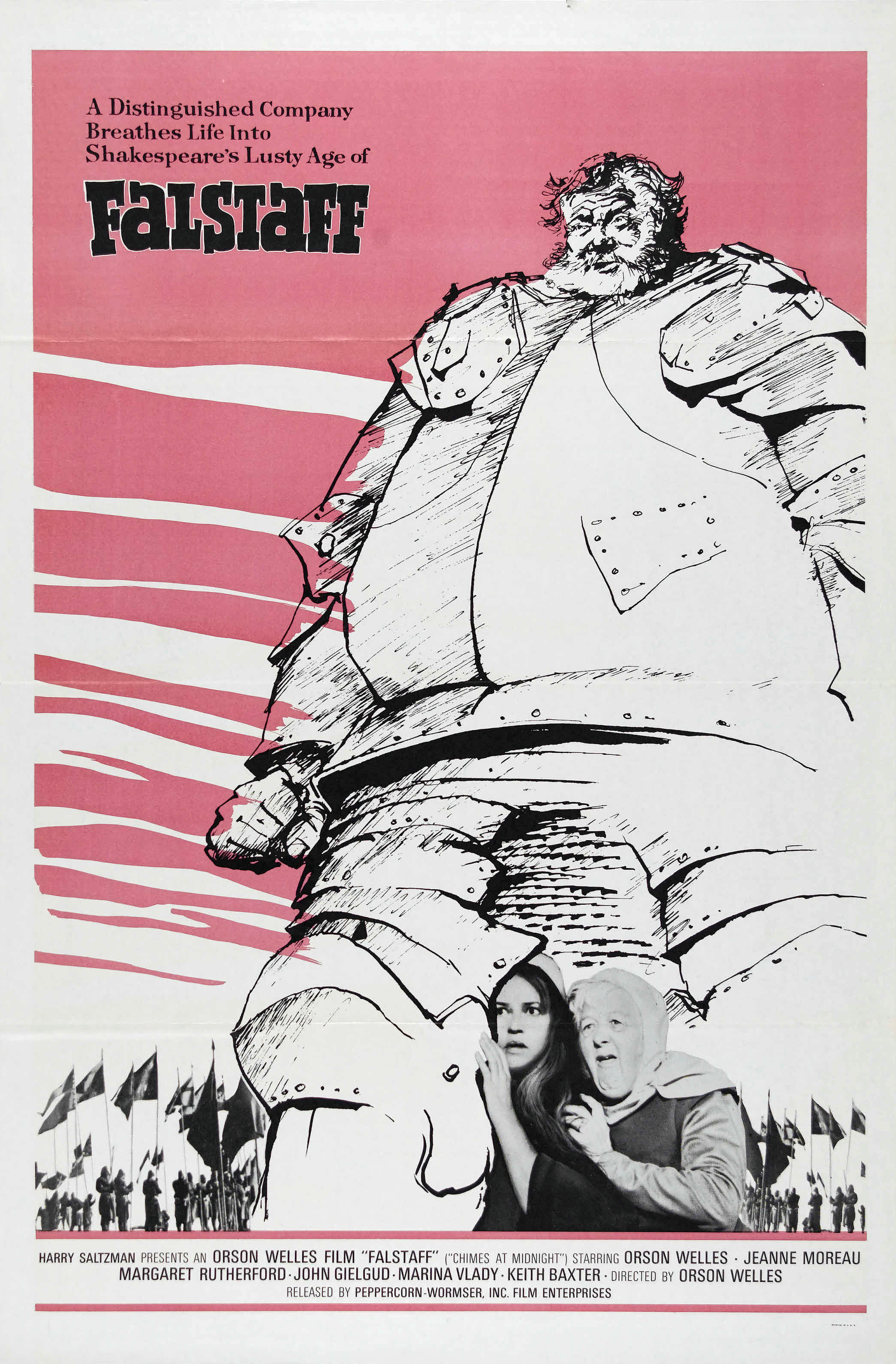
Cartel promocional de Campanadas a medianoche (1966) en el que Jesús Franco ejerció como director de segunda unidad

Ya fuera de España Franco encontró apoyo en productores que le permitieron tocar todo tipo de géneros: comedia, drama, musical e incluso la pornografía. Su conocimiento del inglés le permitió trabajar como director de unidad secundario para Orson Welles en Campanadas a medianoche (1965). Con Welles repetiría en los proyectos, inacabados, del cineasta estadounidense La isla del tesoro y Don Quijote.

"Orson Welles quería coger un director para la segunda unidad de Campanadas a Medianoche. (...) En París algunos amigos le mostraron fragmentos de La muerte silba un blues y algo de Gritos en la noche."
Jesús Franco, sobre Orson Welles (Versión española, 22 de mayo de 2013) 

La película con la que se ganó el reconocimiento internacional fue Necronomicón (1968): rodada en Alemania y presentada en el Festival de Berlín la trama presenta a una bailarina de nightclub (Lorna Green) que, paulatinamente, se deja influir por el personaje que interpreta en una performance de tintes sadomasoquistas que concluye con un asesinato simulado.

"En España se creó como una especie de prohibición moral de mi existencia. O sea en los tiempos del franquismo yo no existía. No aparecía en las listas de directores. Yo no aparecía en los cine-guías ni esas cosas."
Jesús Franco, sobre sus disputas con la censura (Versión española, 22 de mayo de 2013) 

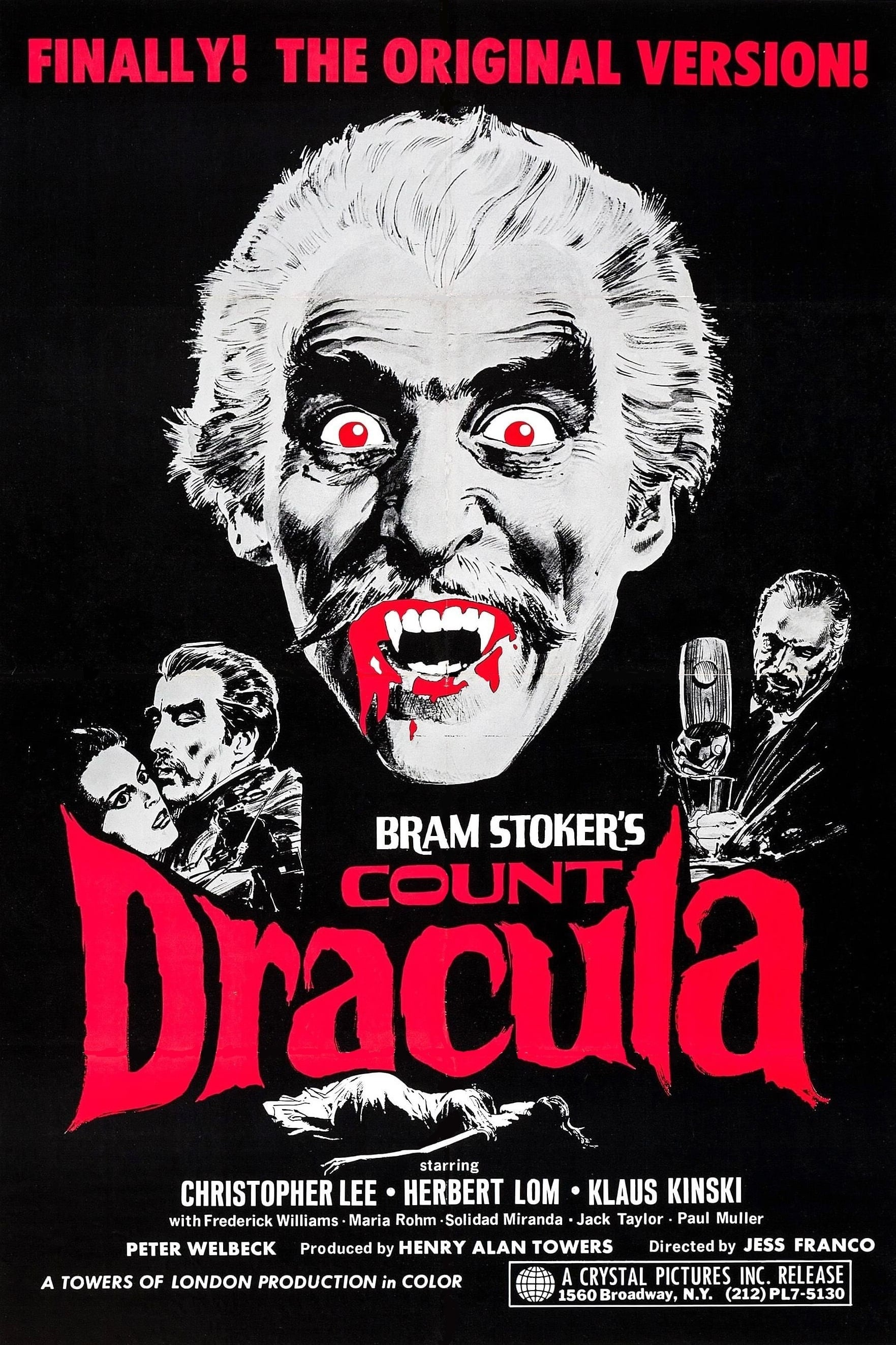
Cartel promocional de El Conde Drácula (1970) protagonizada por Christopher Lee

A principios de la década de 1970 ven la luz dos de las películas más importantes de toda la filmografía del director: El Conde Drácula (1970) y Las vampiras (1971). En el primer caso se trató de una de las primeras adaptaciones que recogen con bastante fidelidad la novela de Bram Stoker y contó con un elenco internacional encabezado por Christopher Lee, Klaus Kinski, Herbert Lom y Soledad Miranda.
En el caso de Las vampiras, estrenada en España en el Festival de Sitges de 1973 dos años después de su estreno oficial en Alemania Occidental, el reparto está encabezado por Soledad Miranda y Ewa Strömberg y supone una nueva perspectiva sobre el mito de Drácula encarnado por una mujer.

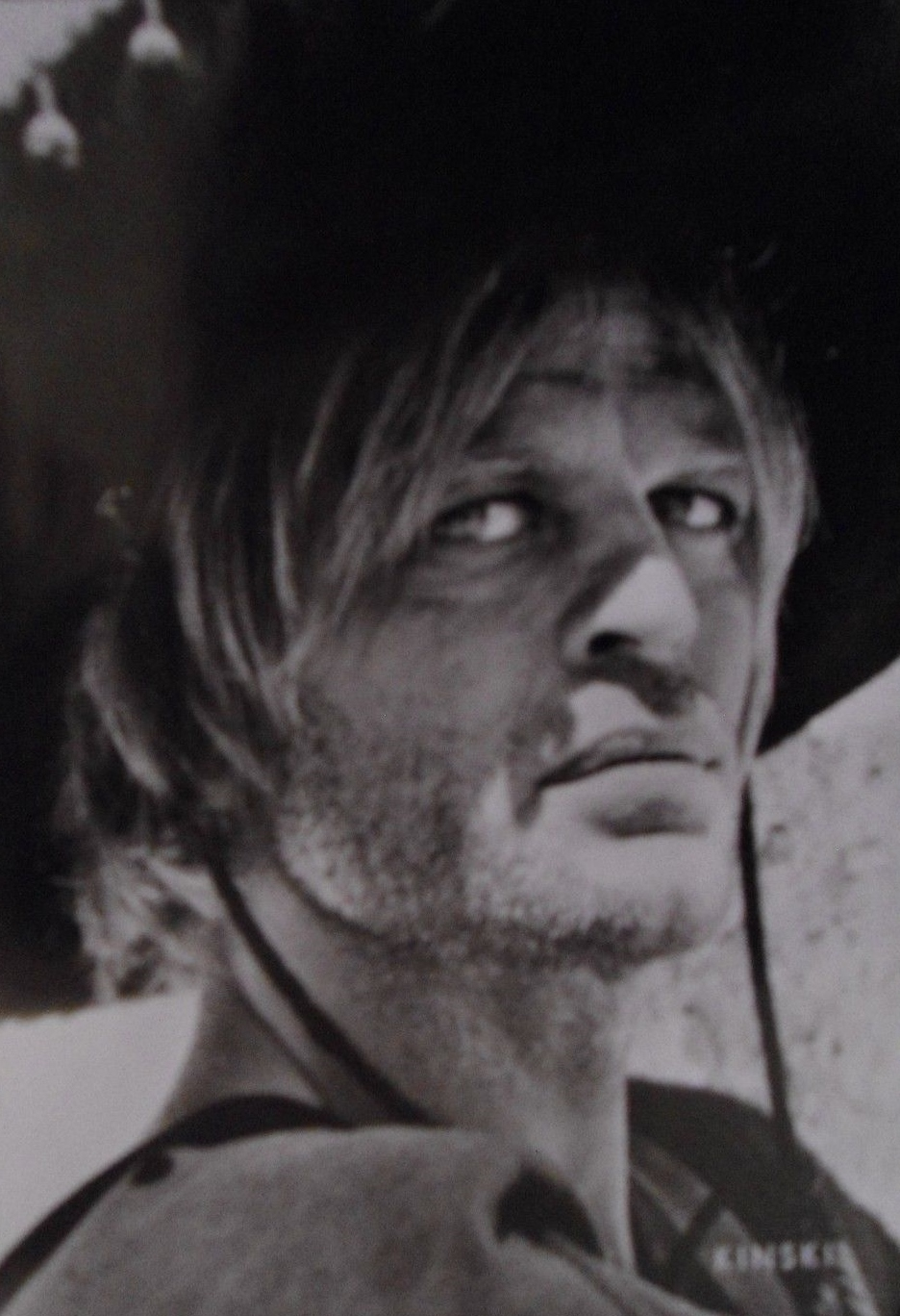
Klaus Kinski participó en varias películas dirigidas por Franco en las décadas de los 60 y 70..

"La banda sonora es preciosa. Los dos autores berlineses hicieron una música modernísima para aquel tiempo."
Jesús Franco, sobre la banda sonora de Las vampiras (Versión española, 22 de mayo de 2013) 

### Finales de los años 1970 y 1980: Ostracismo
Las películas de Jesús Franco no siempre fueron bien acogidas por la crítica o el público. Buena parte de la crítica y el público empezaron a rechazar o despreciar sus propuestas. El cineasta se especializó en rodar películas de bajo presupuesto para infinitas productoras, creando su propia productora –Manacoa Films–, y llegando a lanzar varios títulos un mismo año. Debido a su enorme capacidad de producción en sus filmes se verifica que en ocasiones el reparto de un rodaje participaba en nuevos proyectos, utilizando el mismo material y reutilizando escenas ya rodadas, con el presupuesto sobrante del proyecto anterior.

“Es uno de los directores más prolíficos de la historia del cine mundial. (...) Ha hecho cine con crisis y sin crisis, con dinero y sin dinero, con ropa y sin ropa. (...) Ha hecho de todo menos rendirse”
Santiago Segura, sobre Jesús Franco (Premios Goya, 2009) 

También se especializó en realizar dobles o triples versiones de sus películas dependiendo del mercado al que estaban destinadas. Esta manera de trabajar le llevó a estrenar películas bajo seudónimos, por recomendación de las productoras, para no saturar el mercado cinematográfico. Pero la razón fundamental para el uso de seudónimos era la búsqueda de una mejor venta de la película con nombres eufónicos y que sonaran novedosos en el mercado internacional. Algunos de sus trabajos están firmados como David Khunne, John O'Hara, Clifford Brown o Pablo Villa.

"Yo me puse unos pocos nombres que son muy reconocibles porque eran todos de músicos de jazz muertos. Luego me han ido añadiendo más".
Jesús Franco, sobre sus seudónimos (Versión española, 22 de mayo de 2013) 

Durante los años 80 muchas de sus películas fueron calificadas como X por los comités de censura de diversos países. Se estrenaron versiones de sus películas con un metraje recortado en hasta 40 minutos. Junto a Lina Romay, su compañera y posteriormente esposa, respondió con incursiones en el cine puramente pornográfico, algo que muchos de sus seguidores tampoco supieron comprender.

"De Tim Lucas precisamente te puedo decir que lo primero que él escribió sobre mí es que era el peor director de cine que había visto nunca y las peores películas hechas nunca. Y me encaré con él."
Jesús Franco, sobre la crítica (Versión española, 22 de mayo de 2013) 

Durante esta década siguió rodando películas de terror como El Hundimiento de la Casa Usher (1982), Macumba Sexual (1983) o La mansión de los muertos vivientes (1985). También realizó adaptaciones, muy libres, del Marqués de Sade como Justine (1969), Eugenie, historia de una perversión (1980) o Gemidos de placer (1983) basado en La filosofía en el tocador. Incluso firmó películas de acción como Dark Mission (Operación cocaína) (1988) interpretada por Christopher Mitchum, Cristina Higueras y Christopher Lee, ambientada en Colombia pero rodada en La Manga del Mar Menor.
No obstante son sus películas erótico-pornográficas como Aberraciones sexuales de una mujer casada (1981),Entre Pitos anda el Juego (1985), El mirón y la exhibicionista (1986) o el tándem Phollastía - Falo Crest (1987), que parodiaban en clave pornográfica las series de televisión Dinastía y Falcon Crest, las que se llevan el grueso de su trabajo. Mabel Escaño, Carmen Carrión y Muriel Montossé son tres de sus actrices favoritas de esa década.
En 2018 la Filmoteca Española recuperó una película perdida de 1980, Vaya luna de miel, basada en el cuento El escarabajo de oro escrito por Edgar Allan Poe.

"Yo no creo en esto de la importancia, la importancia se las da el público. (...) Hay unas que gustan al personal y otras que no. (...) Una de las cosas importantes en el cine es que uno se entregue totalmente pero uno no puede calibrar cuando algo va a funcionar o no".
Jesús Franco, sobre su cine (Versión española, 22 de mayo de 2013) 

### Años 1990 y 2000: renacimiento y reivindicación
A principios de los años 90 la Sociedad Estatal para la Exposición Universal de Sevilla 1992 contactó con Jesús Franco para recopilar el material y montar la película que se estrenó con el título de Don Quijote de Orson Welles (1992), un film que el director americano rodó a lo largo de décadas y dejó inacabado. Tras mucho tiempo de trabajo y montaje la película se estrenó con mala acogida por parte de la crítica. Algunas críticas enfatizaron el hecho de que la sociedad de la Expo no logró reunir un tercio del metraje rodado por Welles por desavenencias económicas con sus herederos. Así la versión de Franco no cuenta con una de las imágenes más famosas de la película: una secuencia rodada en México en la que Don Quijote se ve a sí mismo en un cine y arremete con su lanza contra su propia imagen, destrozando la pantalla de la sala.

"Orson Welles es uno de los genios del cine que ha sido peor tratado por la industria y por la humanidad en general."
Jesús Franco, sobre Orson Welles (Versión española, 22 de mayo de 2013) 

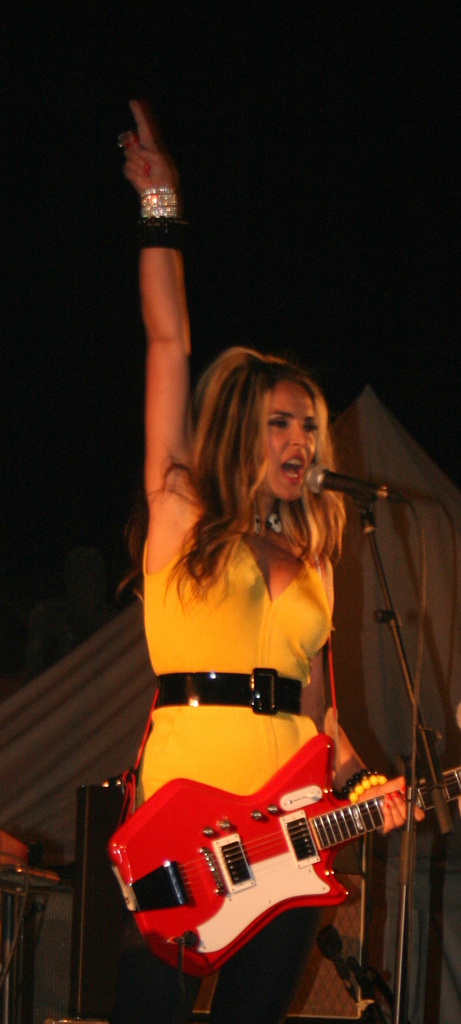
Con Killer Barbies (1996), interpretada por el grupo homónimo, el cine de Jesús Franco volvía a la pantalla grande para una nueva generación de espectadores. En la foto Silvia Superstar, cantante del grupo punk.

Tras años en los que las películas de Franco se podían ver ocasionalmente en España a través de ediciones en vídeo, el estreno en salas de cine de Killer Barbys (1996) protagonizada por el grupo musical homónimo, Santiago Segura y por figuras de culto como Aldo Sambrell y Maria Angela Giordano, supuso una revitalización de su carrera. Coincidió con un homenaje que le brindaron en Nueva York donde recibió un premio por su trayectoria de manos de Roger Corman.

Gracias a ello se realizó una reivindicación general de su obra que culminó con la entrega, el 1 de febrero de 2009, del Premio Goya honorífico. Entregado por Santiago Segura, quien realizó una encendida defensa del cine de Franco, la recogida del premio fue uno de los momentos más emotivos de la ceremonia. Además la Sociedad General de Autores de España elaboró una retrospectiva de toda su filmografía.

"Quiero, como es lógico, ofrecer este Goya a unos cuatro mil o por ahí chavalas y chavales jóvenes que están con su cortometraje en el bolsillo buscando a alguien que les ayude a hacerlo".
Jesús Franco, durante la recogida del Premio Goya de Honor (2009) 

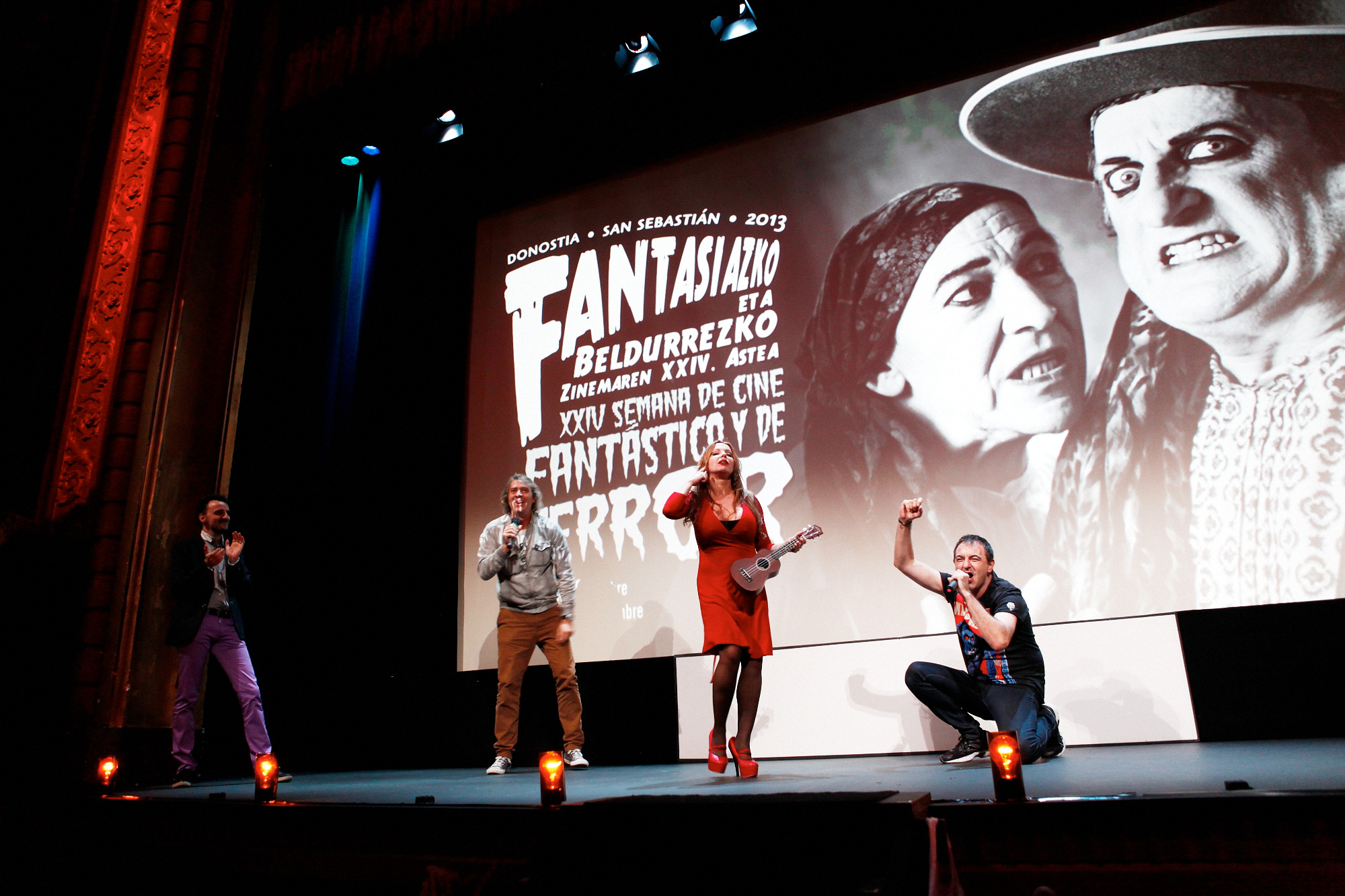
Estreno de Al Pereira vs. The Alligator Ladies en la Semana de Cine Fantástico y de Terror de San Sebastián (2013)

Posteriormente la producción de Jess descendió notablemente aunque siguió rodando hasta prácticamente su fallecimiento. Su última película, Al Pereira vs. The Alligator Ladies, se estrenó en 2013 año de su fallecimiento.

“Yo puedo ser muchas cosas, y puedo haber hecho muchas cosas, pero lo que nunca he hecho ha sido una película engañado. Todas las hice, y las hago, con lo que llevo en las tripas”
Jesús Franco, sobre su cine (2012) 

### Otros trabajos
Además de su labor como director Jesús Franco trabajó como actor en varias películas y series de televisión. Su interpretación más recordada es en la película de culto El extraño viaje (1964) dirigida por Fernando Fernán Gómez y considerado uno de los mejores filmes españoles de todos los tiempos. En ella Franco encarna a uno de los hermanos solterones, reprimidos y asustadizos, miembros de una familia pudiente en decadencia que viven en un lóbrego caserón de pueblo bajo la tiranía de la hermana mayor.

"Yo lo primero que hice en este oficio (...) fue ser actor de teatro con la compañía de Luis B. Arroyo. (...) Me encanta".
Jesús Franco, sobre su labor de actor (Versión española, 22 de mayo de 2013) 

Además de participar como actor en sus propias películas Franco apareció también con frecuencia en películas dirigidas por sus colaboradores. Sirvan como ejemplos Kárate a muerte en Torremolinos (2003) o Ellos robaron la picha de Hitler (2006) dirigidas por Pedro Temboury. También actuó en la serie de televisión Martes de Carnaval (2007) dirigida por José Luis García Sánchez y última obra del fallecido guionista Rafael Azcona.

"Un director de cine es un entertainer, un showman, y entonces no tiene más importancia que, digo entre comillas, que un coreógrafo. (...) Yo creo que el cine es un show".
Jesús Franco, sobre el cine (Versión española, 22 de mayo de 2013) 

### Productor
A lo largo de su carrera Franco produjo o participó en la producción de un buen número de sus propias películas, como Rififí en la ciudad (1963), Viaje a Bangkok, ataúd incluido (1985) o La cripta de las mujeres malditas (2008).
No obstante también ejerció como productor para otros cineastas como, por ejemplo, en la única película dirigida por el actor Ricardo Palacios, la aclamada ¡Biba la banda! (1987), interpretada por Alfredo Landa, Fiorella Faltoyano y Óscar Ladoire en sus roles principales.

### Compositor
Franco tiene acreditadas, con su nombre o bajo seudónimo, 71 bandas sonoras para diversas películas. Aunque el grueso de su producción se encuentra en las composiciones para sus propias películas también compuso para otros cineastas. Sirvan de ejemplo Cómicos (1954) de Juan Antonio Bardem, Misión Lisboa (1965) dirigida por Federico Aicardi y Tulio Demicheli o Cuadrilátero (1970) de Eloy de la Iglesia.
Existen al menos dos recopilaciones en CD con algunas de sus obras musicales. En 1997 Subterfuge Records editó tres discos dedicados a la música de Jesús Franco interpretadas por la denominada Jess Franco and His B-Band: la recopilación de bandas sonoras The Manacoa Experience, el sencillo (posteriormente CD) Exoteric Jess Franco y la recopilación The Crazy World of Jess Franco. En todas ellas la incluencia del jazz es patente.
También colaboró con otros artistas de diferentes géneros. En 2003 recitó una narración de horror cósmico para la introducción del segundo disco del grupo de rap malagueño Hablando en Plata Squad titulado Supervillanos de Alquiler. Posteriormente, en 2006, apadrinó al colectivo español Digital 104 que defiende la producción en formato digital frente al celuloide.

### Pseudónimos
La lista de pseudónimos que utilizó para firmar sus películas es inusualmente amplia en el ámbito de la cinematografía. Incluye (por orden alfabético de apellido): Joan Almirall, Rosa María Almirall, Clifford Brawn, Clifford Brown Jr., Clifford Brown, Juan G. Cabral, Betty Carter, Candy Coster, Terry De Corsia, Rick Deconinck, Raymond Dubois, Chuck Evans, Toni Falt, Dennis Farnon, Jess Franck, J. Franco, James Franco, Jesse Franco, Jess Franco, Jesús Franco, A.M. Frank, Adolf M. Frank, Antón Martín Frank, Jeff Frank, Jess Frank, Wolfgang Frank, James Gardner, Manfred Gregor, Jack Griffin, Robert Griffin, Lennie Hayden, Frank Hollman, Frank Hollmann, Frarik Hollmann, B.F. Johnson, J.P. Johnson, James Lee Johnson, James P. Johnson, David J. Khune, David Khune, D. Khunne Jr., D. Khunne, David J. Khunne, David Khunne, David Kuhne, David Kunne, David Kühne, Lulu Laverne, Lulú Laverne, Franco Manera, J. Franck Manera, J. Frank Manera, Jesús Franco Manera, Jesús Manera, Jeff Manner, Roland Marceignac, A.L. Mariaux, A.L. Marioux, John O´Hara, Cole Polly, Preston Quaid, P. Querut, Dan L. Simon, Dan Simon, Dave Tough,  Yogourtu Ungue, Pablo Villa, Joan Vincent y Robert Zinnermann.

## Filmografía como director

### Cortometrajes documentales
- 1957 - El árbol de España
- 1958 - Estampas guipuzcoanas número 2: Pío Baroja
- 1959 - El destierro del Cid
- 1959 - Oro español
- 1959 - Las playas vacías
- 1982 - El huésped de la niebla
- 1982 - El tren expreso

### Largometrajes
- 1959 - Tenemos 18 años
- 1960 - Labios rojos
- 1960 - La reina del Tabarín
- 1962 - Vampiresas 1930
- 1962 - Gritos en la noche
- 1962 - La muerte silba un blues
- 1962 - La mano de un hombre muerto
- 1963 - El llanero
- 1963 - Rififí en la ciudad
- 1964 - El Secreto del Dr. Orloff
- 1965 - Miss Muerte
- 1965 - Cartas boca arriba
- 1966 - Residencia para espías
- 1966 - Necronomicón
- 1966 - Lucky el intrépido (Jaque al rey Midas)
- 1967 - Bésame, monstruo
- 1968 - El caso de las dos bellezas
- 1968 - Fu Manchú y el beso de la muerte
- 1968 - La ciudad sin hombres
- 1968 - 99 mujeres
- 1968 - Marquis de Sade: Justine
- 1968 - El castillo de Fu-Manchú
- 1969 - Venus in Furs (Paroxismus)
- 1969 - Eugénie... The Story of Her Journey into Perversion (De Sade 70)
- 1969 - El juez sangriento/El proceso de las brujas (Il trono di fuoco)
- 1969 - El conde Drácula
- 1970 - Les cauchemars naissent la nuit
- 1970 - Sex Charade
- 1970 - Eugénie (La isla de la muerte) (De Sade 2000)
- 1970 - Las vampiras (Vampyros Lesbos)
- 1970 - Sie tötete in Ekstase
- 1971 - El diablo que vino de Akasawa
- 1971 - Vuelo al infierno
- 1971 - El muerto hace las maletas
- 1971 - La venganza del Doctor Mabuse
- 1971 - Jungfrauen-Report
- 1971 - Robinson und seine wilden Sklavinnen
- 1971 - Drácula contra Frankenstein
- 1971 - Los sueños eróticos de Christina
- 1972 - La hija de Drácula
- 1972 - La maldición de Frankenstein (Les expériences érotiques de Frankenstein)
- 1972 - Los demonios
- 1972 - Los amantes de la isla del diablo
- 1972 - Un capitán de quince años
- 1972 - Los ojos siniestros del doctor Orloff
- 1972 - Un silencio de tumba
- 1972 - Diario íntimo de una ninfómana
- 1972 - Les ebranlées
- 1973 - Maciste contre la reine des Amazones
- 1973 - Les gloutonnes
- 1973 - Al otro lado del espejo
- 1973 - Plaisir à trois
- 1973 - La comtesse perverse
- 1973 - Kiss Me, Killer
- 1973 - La noche de los asesinos
- 1973 - Les nuits brûlantes de Linda
- 1973 - Tendre et perverse Emanuelle
- 1973 - Relax Baby
- 1973 - El misterio del castillo rojo
- 1974 - Les avaleuses
- 1974 - Les chatouilleuses
- 1974 - Les emmerdeuses
- 1974 - L'homme le plus sexy du monde
- 1974 - Célestine, bonne à tout faire
- 1974 - Lorna, l'exorciste
- 1974 - Exorcisme
- 1974 - Vals para un asesino
- 1974 - Les possédées du diable
- 1975 - Le jouisseur
- 1975 - Shining Sex
- 1975 - Midnight Party
- 1975 - Une cage dorée
- 1975 - Frauengefängnis
- 1975 - Des diamants pour l'enfer
- 1975 - Downtown - Die nackten Puppen der Unterwelt
- 1976 - Die Marquise von Sade
- 1976 - Die Sklavinnen
- 1976 - Weiße Haut und schwarze Schenkel
- 1976 - Mädchen im Nachtverkehr
- 1976 - In 80 Betten um die Welt
- 1976 - Jack the Ripper
- 1977 - Greta - Haus ohne Männer
- 1977 - Cartas de amor a una monja portuguesa
- 1977 - Das Frauenhaus
- 1977 - Aberraciones sexuales de una rubia caliente
- 1977 - Frauen ohne Unschuld
- 1977 - Mujeres en el campo de concentración del amor
- 1977 - Las diosas del porno
- 1977 - Frauen für Zellenblock 9
- 1978 - Elles font tout
- 1978 - Convoi de filles
- 1978 - Cocktail spécial
- 1979 - El sádico de Notre-Dame
- 1979 - Je brûle de partout
- 1979 - Justine
- 1979 - Ópalo de fuego: Mercaderes del sexo
- 1979 - Sinfonía erótica
- 1980 - Eugenie (Historia de una perversión)
- 1980 - El caníbal
- 1980 - Sexo caníbal
- 1980 - Vaya luna de miel
- 1981 - El sexo está loco
- 1981 - L'abîme des morts vivants
- 1981 - Die Säge des Todes
- 1981 - Sadomania - Hölle der Lust
- 1981 - Las chicas de Copacabana
- 1981 - Aberraciones sexuales de una mujer casada
- 1981 - La isla de las vírgenes
- 1981 - Orgía de ninfómanas (Linda)
- 1981 - La chica de las bragas transparentes
- 1982 - El Hundimiento de la Casa Usher
- 1982 - Las orgías inconfesables de Emmanuelle
- 1982 - Los blues de la calle Pop (Aventuras de Felipe Malboro, volumen 8)
- 1982 - Gemidos de placer
- 1983 - Voces de muerte
- 1983 - En busca del dragón perdido
- 1983 - El hotel de los ligues
- 1983 - La tumba de los muertos vivientes
- 1983 - Botas negras, látigo de cuero
- 1983 - La noche de los sexos abiertos
- 1983 - El tesoro de la diosa blanca
- 1983 - Macumba sexual
- 1983 - La casa de las mujeres perdidas
- 1983 - Sangre en mis zapatos
- 1983 - Lilian, la virgen pervertida
- 1984 - El asesino llevaba medias negras
- 1984 - Camino solitario
- 1984 - Una rajita para dos
- 1984 - Historia sexual de O
- 1984 - Mil sexos tiene la noche
- 1984 - Bahía Blanca
- 1984 - ¿Cuánto cobra un espía?
- 1984 - El siniestro doctor Orloff
- 1984 - Lilian (La virgen pervertida)
- 1985 - Viaje a Bangkok, ataúd incluido
- 1985 - Una de chinos
- 1985 - La sombra del judoka contra el doctor Wong
- 1985 - El hombre que mató a Mengele
- 1985 - La Esclava Blanca
- 1985 - Bangkok, cita con la muerte
- 1985 - Juego sucio en Casablanca
- 1985 - La mansión de los muertos vivientes
- 1985 - El chupete de Lulú
- 1986 - Las últimas de Filipinas
- 1986 - Las tribulaciones de un Buda bizco
- 1986 - Sida, la peste del siglo XX
- 1986 - La chica de los labios rojos
- 1986 - Bragueta historia
- 1986 - Orgasmo perverso (Furia en el trópico)
- 1986 - Entre pitos anda el juego)
- 1986 - El ojete de Lulú
- 1986 - El mirón y la exhibicionista
- 1986 - Sola ante el terror
- 1987 - Esclavas del crimen
- 1987 - El lago de las vírgenes
- 1987 - Las chicas del tanga
- 1987 - Falo Crest
- 1987 - Phollastia
- 1988 - Los depredadores de la noche (Faceless)
- 1988 - Dark Mission (Operación cocaína)
- 1989 - La bahía esmeralda
- 1989 - La Chute des Aigles
- 1991 - À la poursuite de Barbara
- 1992 - El abuelo, la condesa y Escarlata la traviesa
- 1992 - Ciudad baja (Downtown Heat)
- 1996 - Killer Barbys
- 1997 - Carne fresca (Tender Flesh)
- 1998 - Mari Cookie y la tarántula asesina
- 1998 - Lust for Frankenstein
- 1998 - Vampire Blues
- 1999 - Dr. Wong’s Virtual Hell
- 1999 - Vampire Blues
- 1999 - Broken Dolls
- 1999 - Red Silk
- 2000 - Helter Skelter
- 2000 - Objetivo a ciegas
- 2001 - Vampire Junction
- 2002 - Incubus
- 2003 - Killer Barbys vs. Dracula
- 2005 - Flores de la pasión
- 2005 - Flores de perversión
- 2005 - Snakewoman
- 2008 - La cripta de las mujeres malditas
- 2010 - Paula-Paula; una experiencia audiovisual
- 2012 - La cripta de las condenadas
- 2012 - La cripta de las condenadas II
- 2012 - Al Pereira vs. The Alligator Ladies
- 2013 - Revenge of the Alligator Ladies (codirigida por Antonio Mayans)

### Videoclips
- 2000 - Los Planetas: Himno Generacional #83. Editado en el VHS Los Planetas. Videografía (viacarla.com, 2000), como contenido extra en el DVD Encuentro con entidades (RCA BMG Ariola, 2002) y en el DVD Principios básicos de Astronomía (Sony BMG, 2009).
- 2003 - Hablando en Plata: Reyes del Horrorcore.

## Documentales sobre Jesús Franco
- Llámale Jess (Carles Prats, 2000).
- The Life and Times of Jess Franco (José Luis García Sánchez, 2006).
- Jesús Franco, manera de vivir (Kike Mesa, 2007).
- Tío Jess (Víctor Matellano y Hugo Stuven, 2012).
- La última película de Jess Franco (Pedro Temboury, 2013).
- A ritmo de Jess (Naxo Fiol, 2013).
- Llámale Jess redux (Carles Prats, 2014).

## Discografía
- The Crazy World of Jess Franco (Subterfuge Records, 1997)
- The Manacoa Experience (Cripple Dick Hot Wax, 1998)

## Premios y distinciones
Festival Internacional de Cine de San Sebastián
| Año  | Categoría                                                          | Película                                   | Resultado |
| ---- | ------------------------------------------------------------------ | ------------------------------------------ | --------- |
| 1960 | Premio Perla del Cantábrico al Mejor Cortometraje de Habla Hispana | Estampas guipuzcoanas número 2: Pío Baroja | Ganador   |

Festival de Cine de Sitges
| Año  | Categoría                 | Resultado |
| ---- | ------------------------- | --------- |
| 2007 | Premio Máquina del Tiempo | Ganador   |

Premios Goya
| Año  | Categoría            | Resultado |
| ---- | -------------------- | --------- |
| 2009 | Premio Goya de Honor | Ganador   |

Premios Turia
| Año  | Categoría         | Resultado |
| ---- | ----------------- | --------- |
| 2009 | Premio Honorífico | Ganador   |